# 1916 في جمهورية أيرلندا
فيما يلي قوائم الأحداث التي وقعت خلال عام 1916 في جمهورية أيرلندا.

## كتب
من الكتب التي صدرت هذه السنة في جمهورية أيرلندا:
- 1 يناير – صورة الفنان في شبابه من تأليف جيمس جويس.

## مواليد

### يوليو
- 23 يوليو – توم هيجينز

## وفيات

### يونيو
- 5 يونيو – هربرت كتشنر (مواليد 1850)

### ديسمبر
- 18 ديسمبر – هنري جونز (مواليد 1831)